# جوسيف ليوبولد
جوسيف ليوبولد (بالألمانية: Josef Leopold)‏ هو سياسي نمساوي، ولد في 1889 في النمسا، وتوفي في 24 يونيو 1941 في فولينيا في أوكرانيا بسبب قتل في المعركة. حزبياً، نشط في الحزب النازي. وقد انتخب عضو مجلس الشورى الموحد النمسا السفلى وانتخب عضو مجلس النواب الألماني من ألمانيا النازية.